# Juegos Centroamericanos y del Caribe
Los Juegos Centroamericanos y del Caribe son un evento multideportivo, que se realizan cada 4 años desde 1926 en diferentes ciudades de países dentro de la región que comprenden América Central y la cuenca del Mar Caribe. Es el evento multidisciplinario regional más antiguo del mundo. 
Los Juegos Centroamericanos y del Caribe son organizados por la organización Centro Caribe Sports.

## Historia
Los juegos nacieron gracias a la iniciativa de la Sociedad Olímpica Mexicana quien tras la actuación de México en los Juegos Olímpicos de París 1924 decidió organizar un evento polideportivo entre países centroamericanos para que el deporte de estas naciones aumentara su nivel competitivo. Cuba y Guatemala apoyaron el proyecto y los mexicanos Alfredo Cuéllar y Enrique Aguirre negociaron con el Comité Olímpico Internacional para poder obtener el aval internacional.
El acta de creación de los juegos se firmó en París el 4 de julio de 1924 haciendo de esta la competición regional más antigua avalada por el COI.
México, aunque tiene la mayor parte de su territorio en América del Norte, fue el organizador de la primera versión de los Juegos. Se considera que participa debido a que la porción de su territorio al este del istmo de Tehuantepec, tiene costas en el Caribe occidental y por sus nexos culturales, mucho más cercanos con la población latinoamericana del resto de América Central que con la América del Norte anglófona.

## Características
En sus tres primeras versiones eran denominados los Juegos Centroamericanos (1926, 1930 y 1935).
Son organizados por Centro Caribe Sports (Antigua ODECABE), con deportes como atletismo, natación, polo acuático, baloncesto, béisbol, fútbol, voleibol, balonmano, ciclismo, equitación, triatlón, pelota vasca, entre otros.
El CCCAN es un evento de deportes acuáticos que se realiza cada dos años y tiene nivel similar ya que se presentan los países con fronteras al Caribe. La cuarta versión se llevó a cabo en Panamá en 1938 y la quinta que se iba a realizar en 1942 fue pospuesta a causa de la Segunda Guerra Mundial, en solidaridad con los principios del olimpismo y con el Comité Olímpico Internacional. Esa quinta versión se celebraría en 1946, en Barranquilla, ciudad litoral del Caribe colombiano. Hasta el 2011, el Comité Olímpico de las Antillas Neerlandesas formó parte de la entidad; el comité dejó de existir con la  disolución de las Antillas Neerlandesas en 2010. Guadalupe, Martinica, Curazao, Guyana Francesa, Sint Maarten y Turcas y Caicos, han sido aceptadas como nuevos participantes

## Ediciones de los Juegos Centroamericanos y del Caribe
| Año | Evento | Sede                                             | Duración                        | Países | Deportes | Atletas | País ganador |
| --- | ------ | ------------------------------------------------ | ------------------------------- | ------ | -------- | ------- | ------------ |
| 1926 | I      | Ciudad de México, México                         | 12 de octubre 2 de noviembre    | 3      | 7        | 269     | México       |
| 1930 | II     | La Habana, Cuba                                  | 15 de marzo 5 de abril          | 8      | 10       | 632     | Cuba         |
| 1935 | III    | San Salvador, El Salvador                        | 16 de marzo 5 de abril          | 9      | 14       | 741     | México       |
| 1938 | IV     | Ciudad de Panamá, Panamá                         | 5 de febrero 24 de febrero      | 10     | 18       | 1216    | México       |
| 1946 | V      | Barranquilla, Colombia                           | 8 de diciembre 28 de diciembre  | 13     | 19       | 1540    | México       |
| 1950 | VI     | Ciudad de Guatemala, Guatemala                   | 28 de febrero 12 de marzo       | 14     | 19       | 1390    | México       |
| 1954 | VII    | Ciudad de México, México                         | 5 de marzo 20 de marzo          | 12     | 19       | 1321    | México       |
| 1959 | VIII   | Caracas, Venezuela                               | 6 de enero 15 de enero          | 12     | 17       | 1150    | México       |
| 1962 | IX     | Kingston, Jamaica                                | 15 de agosto 28 de agosto       | 15     | 16       | 1559    | México       |
| 1966 | X      | San Juan, Puerto Rico                            | 11 de julio 25 de julio         | 18     | 17       | 1689    | México       |
| 1970 | XI     | Ciudad de Panamá, Panamá                         | 28 de febrero 13 de marzo       | 20     | 16       | 2095    | Cuba         |
| 1974 | XII    | Santo Domingo, República Dominicana              | 27 de febrero 13 de marzo       | 23     | 18       | 2052    | Cuba         |
| 1978 | XIII   | Medellín, Colombia                               | 7 de julio 28 de julio          | 21     | 19       | 2605    | Cuba         |
| 1982 | XIV    | La Habana, Cuba                                  | 7 de agosto 18 de agosto        | 22     | 24       | 2799    | Cuba         |
| 1986 | XV     | Santiago de los Caballeros, República Dominicana | 24 de junio 5 de julio          | 26     | 25       | 2963    | Cuba         |
| 1990 | XVI    | Ciudad de México, México                         | 20 de noviembre 3 de diciembre  | 29     | 30       | 4206    | Cuba         |
| 1993 | XVII   | Ponce, Puerto Rico                               | 19 de noviembre 30 de noviembre | 31     | 32       | 3570    | Cuba         |
| 1998 | XVIII  | Maracaibo, Venezuela                             | 8 de agosto 22 de agosto        | 32     | 30       | 4115    | Cuba         |
| 2002 | XIX    | San Salvador, El Salvador                        | 19 de noviembre 30 de noviembre | 31     | 37       | 4301    | México       |
| 2006 | XX     | Cartagena de Indias, Colombia                    | 15 de julio 30 de julio         | 32     | 41       | 4865    | Cuba         |
| 2010 | XXI    | Mayagüez, Puerto Rico                            | 17 de julio 1 de agosto         | 31     | 42       | 5204    | México       |
| 2014 | XXII   | Veracruz, México                                 | 14 de noviembre 30 de noviembre | 31     | 36       | 5072    | Cuba         |
| 2018 | XXIII  | Barranquilla, Colombia                           | 19 de julio 3 de agosto         | 37     | 44       | 5424    | México       |
| 2023 | XXIV   | San Salvador, El Salvador                        | 23 de junio 8 de julio          | 38     | -        | -       | México       |
| 2026 | XXV    | Santo Domingo, República Dominicana              | – –                             | –      | –        | –       | Bandera de ? |
| Total: 98 años, 23 versiones, 37 países participantes, 10 países sede, 17 ciudades sede, más de 30 deportes, 2 países ganadores |        |                                                  |                                 |        |          |         |              |

### Anfitrión por país
Nota: Actualizado hasta Santo Domingo 2026. 
| País                 | Sedes |
| -------------------- | ----- |
| México               | 4     |
| Colombia             | 4     |
| El Salvador          | 3     |
| República Dominicana | 3     |
| Puerto Rico          | 3     |
| Panamá               | 2     |
| Cuba                 | 2     |
| Venezuela            | 2     |
| Jamaica              | 1     |
| Guatemala            | 1     |

## Deportes
| - Atletismo - Bádminton - Baloncesto - Balonmano - Béisbol - Billar - Bowling - Boxeo - Canotaje - Ciclismo: - Ciclismo en pista - Ciclismo en ruta - Ciclismo de montaña - BMX | - Deportes acuáticos: - Clavados - Natación - Natación en aguas abiertas - Nado sincronizado - Waterpolo - Esgrima - Esquí acuático - Equitación - Fútbol - Gimnasia: - Gimnasia artística - Gimnasia rítmica - Gimnasia en trampolín | - Golf - Halterofilia - Hockey - Judo - Karate - Lucha - Pelota vasca - Pentatlón moderno - Patinaje: - Patinaje artístico sobre ruedas - Patinaje de velocidad sobre patines en línea - Raquetbol - Remo | - Rugby 7 - Sóftbol - Squash - Taekwondo - Tenis - Tenis de mesa - Tiro - Tiro con arco - Triatlón - Vela - Voleibol - Voleibol de playa |

Estos son los deportes del Comité Centroamericano y del Caribe. Algunos deportes se fueron introduciendo al calendario como fueron pasando las ediciones. En otros casos no se realizaron en ediciones donde ya estaban establecidos como parte de este calendario (algunos deportes al ya realizarse en ediciones anteriores, no se llevaron a cabo en ediciones siguientes).

## Países participantes
A continuación, los países participantes junto a los códigos COI de cada uno:
| - Antigua y Barbuda (ANT) - Antillas Neerlandesas (AHO) - Aruba (ARU) - Bahamas (BAH) - Barbados (BAR) - Belice (BIZ) - Bermudas (BER) - Colombia (COL) - Costa Rica (CRC) - Cuba (CUB) | - Curazao (CUR) - Dominica (DMA) - El Salvador (ESA) - Granada (GRN) - Guadalupe - Guatemala (GUA) - Guyana (GUY) - Guayana Francesa (GUF) - Haití (HAI) - Honduras (HON) | - Islas Caimán (CAY) - Islas Turcas y Caicos (TCA) - Islas Vírgenes Británicas (IVB) - Islas Vírgenes de los Estados Unidos (ISV) - Jamaica (JAM) - Martinica (MTQ) - México (MEX) - Nicaragua (NCA) - Panamá (PAN) | - Puerto Rico (PUR) - República Dominicana (DOM) - San Cristóbal y Nieves (SKN) - San Vicente y las Granadinas (VIN) - Santa Lucía (LCA) - San Martín (SXM) - Surinam (SUR) - Trinidad y Tobago (TRI) - Venezuela (VEN) |

## Medallero histórico
Los dos representativos históricamente ganadores de los juegos son Cuba y México. Cuba presenta la mayor cantidad de títulos acumulados en la historia de los Juegos, a pesar de su no participación en las versiones de Caracas 1959, San Salvador 2002 y Mayagüez 2010. A Caracas 1959, Cuba no pudo asistir por la situación política y administrativa derivada de la Revolución cubana, recién concluida. En la versión de San Salvador 2002, el Comité Olímpico de Cuba adujo falta de seguridad para sus atletas en El Salvador. En la versión de Mayagüez 2010, el Comité Olímpico Cubano y el INDER declinaron la participación de Cuba, aduciendo el rechazo a los vejámenes que deberían sufrir los atletas y otros delegados cubanos a la cita, a quienes se había anunciado que estarían hospedados en un sitio separado del resto de los atletas, bajo las condiciones de ciudadanos de un país supuestamente patrocinador del terrorismo, según la lista unilateral emitida al respecto por el gobierno de los Estados Unidos, argumento que las autoridades deportivas cubanas rechazaron enérgicamente. México, el otro fundador y primer organizador de los Juegos, es el único país que ha asistido a todas las ediciones, sin una sola ausencia, siendo, además, el país que más preseas ha obtenido en total.
Actualizado a San Salvador 2023
| Núm.  | País                                 | Oro  | Plata | Bronce | Total  |
| ----- | ------------------------------------ | ---- | ----- | ------ | ------ |
| 1     | Cuba                                 | 1826 | 948   | 742    | 3516   |
| 2     | México                               | 1512 | 1441  | 1278   | 4231   |
| 3     | Colombia                             | 617  | 708   | 721    | 2046   |
| 4     | Venezuela                            | 596  | 828   | 998    | 2422   |
| 5     | Puerto Rico                          | 343  | 515   | 730    | 1588   |
| 6     | República Dominicana                 | 172  | 279   | 435    | 886    |
| 7     | Jamaica                              | 113  | 122   | 136    | 371    |
| 8     | Guatemala                            | 105  | 184   | 370    | 659    |
| 9     | Panamá                               | 89   | 156   | 175    | 420    |
| 10    | Trinidad y Tobago                    | 52   | 84    | 114    | 250    |
| 11    | El Salvador                          | 51   | 124   | 225    | 400    |
| 12    | Costa Rica                           | 38   | 47    | 104    | 189    |
| 13    | Antillas Neerlandesas                | 31   | 31    | 48     | 110    |
| 14    | Bahamas                              | 28   | 26    | 33     | 87     |
| 15    | Barbados                             | 16   | 15    | 50     | 81     |
| 16    | Surinam                              | 13   | 5     | 12     | 30     |
| 17    | Islas Vírgenes de los Estados Unidos | 11   | 20    | 20     | 51     |
| 18    | Guyana                               | 7    | 15    | 37     | 59     |
| 19    | Islas Caimán                         | 5    | 5     | 9      | 19     |
| 20    | Aruba                                | 5    | 3     | 11     | 19     |
| 21    | Islas Vírgenes Británicas            | 5    | 1     | 1      | 7      |
| 22    | Santa Lucía                          | 4    | 1     | 1      | 6      |
| 23    | Nicaragua                            | 3    | 15    | 58     | 76     |
| 24    | Honduras                             | 3    | 13    | 38     | 54     |
| 25    | Haití                                | 3    | 12    | 24     | 39     |
| 26    | Bermudas                             | 2    | 6     | 15     | 23     |
| 27    | Belice                               | 1    | 2     | 2      | 5      |
| 28    | Dominica                             | 1    | 0     | 2      | 3      |
| 29    | Antigua y Barbuda                    | 0    | 5     | 6      | 11     |
| 30    | Granada                              | 0    | 4     | 4      | 8      |
| 31    | San Cristóbal y Nieves               | 0    | 2     | 7      | 9      |
| 32    | Guadalupe                            | 0    | 0     | 1      | 1      |
| 32    | Martinica                            | 0    | 0     | 1      | 1      |
| 32    | San Vicente y las Granadinas         | 0    | 0     | 1      | 1      |
| TOTAL | TOTAL                                | 5540 | 5432  | 6242   | 18 342 |

### Países ganadores
| Victorias | País   | Año(s)                                                                       |
| --------- | ------ | ---------------------------------------------------------------------------- |
| 13        | México | 1926, 1935, 1938, 1946, 1950, 1954, 1959, 1962, 1966, 2002, 2010, 2018, 2023 |
| 11        | Cuba   | 1930, 1970, 1974, 1978, 1982, 1986, 1990, 1993, 1998, 2006, 2014             |